# Steytelinck
Steytelinck is een voormalige lusthof in het Antwerpse district Wilrijk. Het neoclassicistisch kasteel, dat gebouwd werd in 1521/1522, was tot eind 2022  deels in gebruik als horecagelegenheid terwijl de voormalige kasteeltuinen nu zijn ingericht als openbaar wandelpark.

## Geschiedenis
In 1928 kocht de gemeente 10 hectare grond die tot het kasteeldomein Steyelinck hoorde over. Waarschijnlijk naar ontwerp van V. De Bosschere werd de tuin opnieuw ingericht en het daaropvolgende jaar, in 1929, toegankelijk gemaakt voor het publiek. Het huidige park kent onder meer een vijver en een speeltuin.
In 1967 werd ook het kasteel zelf door de gemeente Wilrijk opgekocht. Na uitgebreide restauratiewerkzaamheden werd het gebouw in 1975 in gebruik genomen. Tot 2022 was er een onder andere een restaurant en tot 2013 een heemkundemuseum van de heemkundige kring Wilrica in gevestigd. In 2023 wordt er door vastgoedbeheerder AG Vespa een nieuwe commerciële invulling voor het kasteel gezocht.

## Brand
Op zaterdag 27 april 2013 brak een hevige brand uit in het kasteel, vermoedelijk veroorzaakt door verbouwingswerken. Grote delen van het gebouw zijn hierdoor onbruikbaar geworden, zoals het heemkundige deel.